# Darwin International Airport

i7
i11
i13
Der Darwin International Airport (IATA-Code: DRW, ICAO-Code: YPDN) ist der internationale Flughafen der nordaustralischen Stadt Darwin. Er liegt 15 km nordöstlich des Stadtzentrums im Stadtteil Eaton und hat eine Fläche von 311 ha.

## Geschichte
Bereits seit 1919 gab es einen Flugplatz in Darwin, der im Zweiten Weltkrieg ausschließlich militärisch genutzt wurde. Am 19. Februar 1942 fand der erste japanische Luftangriff auf Darwin statt, der den ersten Luftangriff auf dem australischen Kontinent darstellte. Es war zugleich der massivste und zerstörendste Angriff der japanischen Luftstreitkräfte auf Australien im Verlauf des Pazifikkriegs mit 242 Bombern und Kampfflugzeugen, bei der in der zweiten Angriffswelle der Flughafen bombardiert wurde. 1945 wurde der Flughafen Darwin für die zivile Luftfahrt freigegeben, wird aber weiterhin auch militärisch genutzt und teilt sich die Start- und Landebahnen mit der RAAF Base Darwin. Die neuen Terminal-Gebäude wurden 1991 eröffnet, seitdem heißt der Flughafen „Darwin International Airport“. Geführt wurde der Flughafen von der Federal Airports Corporation der australischen Bundesregierung.
Seit der Flughafenprivatisierung im Jahr 1998 ist der Darwin International Airport zu 100 % im Besitz der Airport Development Group. Die ebenfalls im Northern Territory gelegenen Alice Springs Airport und Tennant Creek Airport werden ebenfalls von der ADG geführt, die für alle einen Pachtvertrag über 50 Jahre mit einer Option für weitere 49 Jahre abgeschlossen hat.
Im Jahr 2011 wurde der Ausbau des Flughafens beschlossen. Die Fläche soll um die Hälfte vergrößert und das Gebäude um acht neue Abfertigungsschalter sowie vier Gates erweitert werden. Angestrebt wird eine Erhöhung der Passagierzahlen auf bis zu drei Millionen bis zum Jahr 2016. Die geplanten Kosten des Umbaus betragen 60 Millionen AUD (etwa 47 Millionen Euro).

## Fluglinien und Ziele
Der Darwin International Airport ist die Nummer neun unter den australischen Flughäfen. Im Geschäftsjahr 2011/12 überstieg die Zahl der Passagiere erstmals die Zwei-Millionen-Marke. Das Passagieraufkommen wächst mit größeren Schwankungen um etwa 7 % pro Jahr. Darwin ist der einzige Flughafen dieser Größenordnung, der auch internationale Verbindungen bietet. Wichtigste internationale Ziele sind Singapur und Denpasar in Indonesien, die beide von Jetstar Airways, dem Billigflugableger von Qantas, angeboten werden. Außeraustralischer Anbieter ist Silk Air aus Singapur. Die internationalen Flüge machen etwa 16 % des gesamten Flugaufkommens aus.
Die fünf großen Metropolen Australiens werden von Darwin aus von Qantas angeboten. Jetstar fliegt vier der Städte außer Perth, Virgin Australia ebenfalls vier der Millionenstädte ohne Adelaide an. Diese großen Inlandsverbindungen machen über 74 % des Luftverkehrs des Flughafens aus.
Regionale Verbindungen werden vor allem von den in Darwin ansässigen Fluggesellschaften Airnorth und Fly Tiwi angeboten. 15 bzw. 8 kleine Ziele im Norden Australiens werden von ihnen im Linienflug angeflogen. Die neuseeländische Vincent Aviation hat ein zweites Standbein in Darwin aufgebaut und bietet 7 weitere Flugziele an. Etwa 175.000 Passagiere, unter 10 % der Gesamtzahl, werden auf diesen Kleinrouten befördert.

## Zwischenfälle
- Am 9. September 1955 kam es an einer Handley Page Hastings C.3 der Royal New Zealand Air Force (Luftfahrzeugkennzeichen NZ5804) unmittelbar nach dem Abheben vom Flughafen Darwin aufgrund zahlreicher Vogelschläge zum Leistungsverlust an drei Triebwerken. Das Flugzeug wurde irreparabel beschädigt. Alle 25 Insassen überlebten den Unfall.[7]

- Am 22. März 2010 verunglückte eine Embraer EMB 120 der Airnorth (VH-ANB) auf einem Übungsflug mit zwei Piloten an Bord kurz nach dem Start. Die beiden Piloten kamen dabei ums Leben. Unfallursache war ein fehlerhaft ausgeführter Start mit einem simulierten Triebwerksausfall, wodurch die Kontrolle über die Maschine verloren ging (siehe auch Flugunfall der Airnorth 2010).[8]